# پارسی بلاگ
پارسی بلاگ یکی از ارائه‌دهندگان خدمات وب‌نوشت به فارسی است که در ۱۰ اردیبهشت سال ۱۳۸۳ تأسیس شده و به کاربران اجازه ساخت و مدیریت وبلاگ می‌دهد. تیم مدیران این وبگاه را سیدمحمدرضا فخری، سیدمهدی موشح، سیدمحمدحسین فخری و سیدهادی میرغنی تشکیل می‌دهند. این وبگاه با زبان ای‌اس‌پی‌دات‌نت طراحی شده و از بانک اطلاعاتی اس‌کیوال سرور مایکروسافت استفاده می‌کند. پارسی بلاگ، پس از پرشین بلاگ و بلاگ اسکای، سومین ارائه‌دهندهٔ خدمات وب‌نوشت به زبان فارسی و در وبلاگنویسی در ایران بود. بسیاری بر این باورند که این وبگاه، در میان افراد مذهبی پرطرفدار است. سید محمدرضا فخری، بنیانگذار و از اعضای گروه مدیریت پارسی بلاگ، انگیزهٔ خود از راه‌اندازی آن را مشاهدهٔ کمبود امکانات در پرشین بلاگ و کار فرهنگی می‌داند. او با نظارت برمحتوای وب‌نوشت‌ها و سانسور محتوای آن‌ها موافق است. وی خواستار تدوین منشور اخلاقی برای محتوای وب‌نوشت‌ها بوده‌است. او در مصاحبه‌ای از شکایت معاونت حقوقی سازمان صدا و سیمای جمهوری اسلامی ایران دربارهٔ امکان این وبگاه برای اتصال محتوا در قالب پروندهٔ mp3 به وب‌نوشت‌ها که تحت عنوان «رادیوی اینترنتی» عرضه شده بود، خبر داد. این شکایت به دلیل ادعای نقض انحصار قانونی این سازمان در پخش محتوای رادیویی عنوان شده بود.